# Universitatis Iagellonicae Acta Mathematica
Universitatis Iagellonicae Acta Mathematica – czasopismo naukowe będące kontynuacją Zeszytów Naukowych Uniwersytetu Jagiellońskiego Prace Matematyczne. Od tomu 25. wydawane pod nową nazwą Universitatis Iagellonicae Acta Mathematica.
Czasopismo publikuje artykuły naukowe z matematyki teoretycznej oraz matematyki stosowanej.